# Миндадзе, Александр Анатольевич
Алекса́ндр Анато́льевич Минда́дзе (род. 1949) — советский и российский кинорежиссёр и сценарист. Заслуженный деятель искусств РСФСР (1984). Лауреат Государственной премии СССР (1991). 4-кратный лауреат премии «Ника» за лучшую сценарную работу.

## Биография
Родился 28 апреля 1949 года в Москве в семье кинодраматурга Анатолия Гребнева. Мать — Галина Ноевна Миндадзе (1924—2013). По окончании школы некоторое время работал секретарем в суде.
В 1972 году окончил сценарный факультет ВГИКа. Отслужил срочную службу в войсках связи.
С конца 1970-х плодотворно сотрудничал с кинорежиссёром Вадимом Абдрашитовым. Все свои фильмы, кроме первого («Остановите Потапова»), Абдрашитов снял по сценариям Миндадзе. 
В 2007 году Миндадзе дебютировал в качестве режиссёра, поставив фильм «Отрыв».
Как сценарист и режиссёр во многих картинах исследует тему вмешательства внезапной катастрофы в судьбу человека (ДТП в фильме «Поворот», крушение поезда в «Остановился поезд», судна — в «Армавире» и самолёта — в «Отрыве», катастрофа на Чернобыльской АЭС в картине «В субботу»).
Лауреат многих кинофестивалей и премий.
Основатель кинокомпании «Студия „Пассажир“».

## Семья
Жена — Галина Орлова (1949—2015), киноактриса. Дочери Екатерина Шагалова — кинорежиссёр, Нина Миндадзе — художница.
Сестра — Елена Гремина (1956—2018), сценаристка, режиссёр и драматург.

## Фильмография
- «Гибель богов»

### Режиссёр
- 2007 — Отрыв
- 2010 — В субботу
- 2015 — Милый Ханс, дорогой Пётр
- 2021 — Паркет

### Сценарист
- 1976 — Весенний призыв
- 1977 — Слово для защиты
- 1978 — Поворот
- 1980 — Охота на лис
- 1982 — Остановился поезд
- 1982 — Предел желаний
- 1984 — Парад планет
- 1986 — Плюмбум, или Опасная игра
- 1986 — Тихое следствие
- 1988 — Слуга
- 1991 — Армавир
- 1995 — Пьеса для пассажира
- 1997 — Время танцора
- 2001 — Мамука
- 2003 — Трио
- 2003 — Магнитные бури
- 2005 — Космос как предчувствие
- 2007 — Отрыв
- 2009 — Миннесота
- 2010 — В субботу
- 2013 — Восьмёрка
- 2015 — Милый Ханс, дорогой Пётр
- 2021 — Паркет

## Призы и награды
- 1977 — ВКФ (Приз за лучший сценарный дебют, фильм «Слово для защиты»)
- 1977 — Серебряная медаль имени А. П. Довженко (фильм «Весенний призыв»)
- 1979 — Премия Ленинского комсомола (фильм «Слово для защиты»)
- 1984 — Государственная премия РСФСР имени братьев Васильевых (фильм «Остановился поезд»)
- 1984 — Заслуженный деятель искусств РСФСР
- 1984 — МКФ авторского фильма в Сан-Ремо (Спец. приз жюри за лучший сценарий, фильм «Остановился поезд»)
- 1986 — МКФ в Венеции (Приз «Золотая медаль Сената» Итальянской республики, фильм «Плюмбум, или Опасная игра»)
- 1986 — премия имени Эннио Флайано «Серебряный Пегас» Итальянской академии культуры («За литературный вклад в кинематограф»)
- 1989 — премия «Ника» (За лучший сценарий, фильм «Слуга»)
- 1991 — Государственная премия СССР (фильм «Слуга»)
- 1994 — премия «Золотой овен» («Творческому дуэту А. А. Миндадзе — В. Ю. Абдрашитов»)
- 1994 — Российско-германский конкурс сценариев (премия им. Сергея Эйзенштейна, фильм «Пьеса для пассажира»)
- 1995 — МКФ в Берлине (приз «Серебряный медведь» «За замысел и воплощение», фильм «Пьеса для пассажира»)
- 1996 — Конкурс сценариев «Зеркало», посвященный столетию кинематографа (Главный приз, фильм «Время танцора»)
- 1997 — премия «Золотой овен» (За лучший сценарий, фильм «Время танцора»)
- 1997 — премия «Ника» (За лучший сценарий, фильм «Время танцора»)
- 2001 — Орден Почёта (21 ноября 2001 года) — за многолетнюю плодотворную деятельность в области культуры и искусства, большой вклад в укрепление дружбы и сотрудничества между народами[5]
- 2003 — ОРКФ в Сочи (приз имени Г. Горина, фильм «Магнитные бури»)
- 2003 — премия «Золотой овен» (За лучший сценарий, фильм «Магнитные бури»)
- 2003 — премия «Ника» (За лучший сценарий, фильм «Магнитные бури»)
- 2005 — Премия Правительства Российской Федерации 2005 года в области культуры за художественный фильм «Магнитные бури»[6]
- 2005 — премия «Золотой овен» (За лучший сценарий, фильм «Космос как предчувствие»)
- 2005 — премия «Золотой орёл» (За лучший сценарий, фильм «Космос как предчувствие»)
- 2007 — премия «Белый Слон» Гильдии киноведов и кинокритиков России (За лучший сценарий и дебют в режиссуре, фильм «Отрыв»)
- 2009 — Приз за лучший сценарий (фильм «Минессота») на КФ «Амурская осень» в Благовещенске[7]
- 2011 — Орден «За заслуги перед Отечеством» IV степени (5 мая 2011 года) — за большой вклад в развитие отечественного кинематографического искусства и многолетнюю творческую деятельность[8]
- 2011 — Большой специальный приз международного жюри за фильм «В субботу» на фестивале «Дух огня» в Ханты-Мансийске[9]
- 2011 — премия «Золотой орёл» (За лучший сценарий, фильм «В субботу»)
- 2013 — Специальный приз Совета Академии кинематографических искусств «Ника» «За выдающийся вклад в отечественный кинематограф» имени Алексея Германа-старшего
- 2016 — премия «Золотой орёл» (За лучший сценарий, фильм «Милый Ханс, дорогой Пётр»)
- 2016 — Национальная премия кинокритиков и кинопрессы «Белый слон».
  - За лучший фильм («Милый Ханс, дорогой Пётр»).
  - За лучшую режиссуру («Милый Ханс, дорогой Пётр»).
  - За лучший сценарий («Милый Ханс, дорогой Пётр»).
- 2016 — Национальная кинематографическая премия «Ника»:
  - За лучший сценарий («Милый Ханс, дорогой Пётр»).
  - За лучший игровой фильм («Милый Ханс, дорогой Пётр»).
- 2019 — премия «Да будет свет»[10].
- 2021 — Специальный приз от президента кинофестиваля «Окно в Европу» Армена Медведева (за фильм «Паркет»)[11].